# 디에고 브람빌라
디에고 알베르토 브람빌라(이탈리아어: Diego Alberto Brambilla, 1969년 2월 17일~)는 이탈리아의 전직 유도 선수이다. 1996년 하계 올림픽에 참가했으며 세계 선수권 대회에서 동메달 1개를 획득했다.